# Tazio Secchiaroli
Tazio Secchiaroli (né à Rome le 25 novembre 1925 et mort dans la même ville le 24 juillet 1998) est un photographe italien.

## Biographie
Jeune photographe auprès de plusieurs agences de chroniques romaines, il fonde, en 1955, l'agence Roma Press Photo. Il photographie la vie politique et sociale de la capitale, les manifestations, la pauvreté, les pèlerins au cours de l'année sainte, les politiciens.
Il réalise de nombreux scoops : ses photographies de Piero Piccioni et Ugo Montagna, prises alors qu'ils sont ensemble, sont utilisées comme preuves lors du « procès Montesi » .

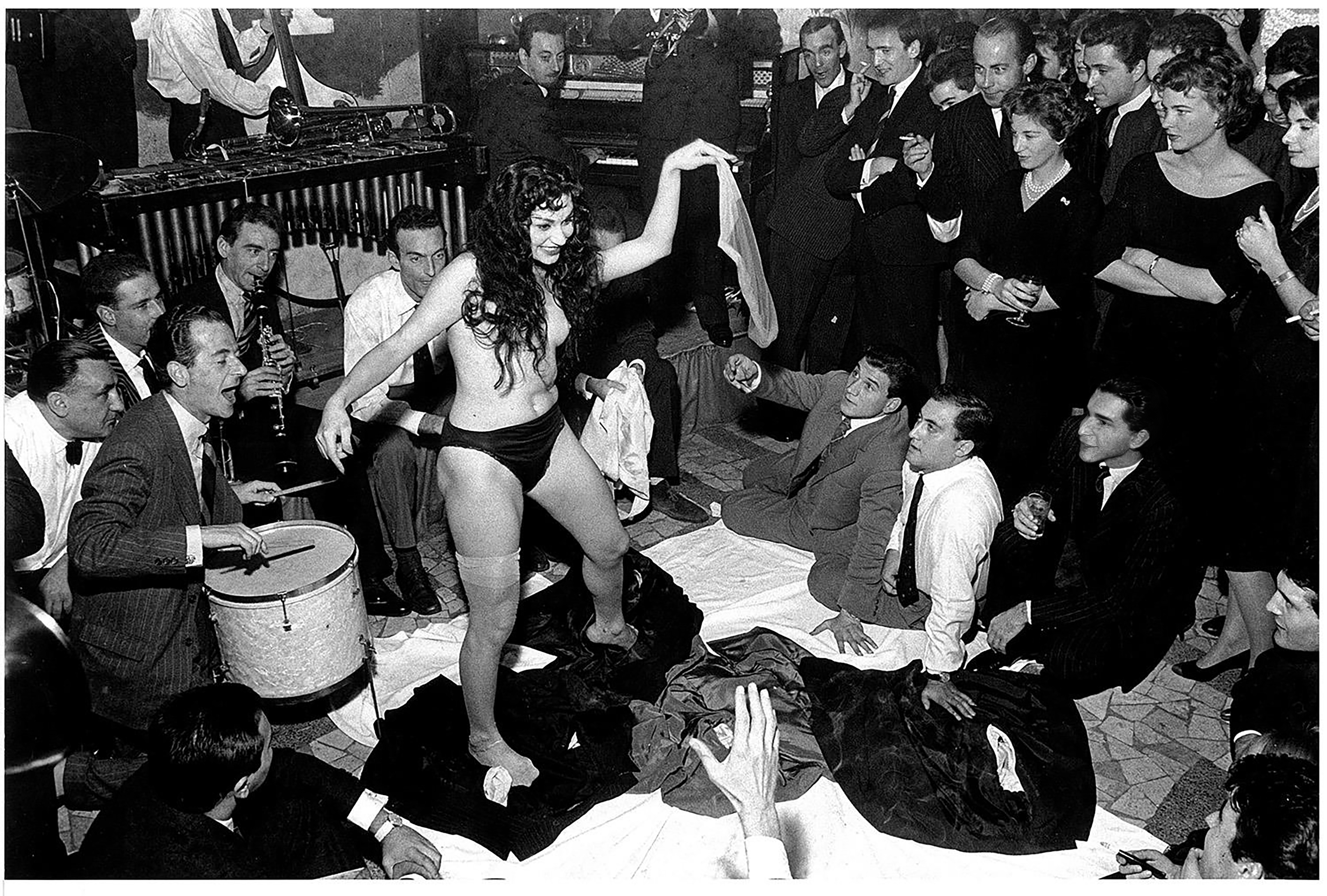
Une photographie prise par Tazio Secchiaroli: le striptease de l'actrice Aïché Nana dans un restaurant de Rome en 1958.

Il devient célèbre en 1958 en étant le premier à immortaliser l'atmosphère de la dolce vita de la Via Veneto que Federico Fellini cristallise dans son film La dolce vita. En réalisant un reportage social sur la vie nocturne de la capitale, il invente un nouveau genre photographique, le paparazzo : pour la première fois les « stars » sont photographiées contre leur volonté. Il fait la connaissance de Fellini qui utilise ses récits pour le scénario du film La Dolce Vita où il crée le personnage de Paparazzo. À partir de cette période, Fellini, qui apprécie la qualité de son travail, fait appel à lui. 
En 1960, Secchiaroli abandonne son métier de paparazzi pour se consacrer à la photographie dans le cinéma. Il Invente un nouveau genre photographique et il est le premier photo-reporter du cinéma. Les stars ne l'évitent plus mais elles sont, désormais, heureuses de travailler avec lui.
En 1963, il fait la connaissance de Sophia Loren dont il devient le photographe personnel. Leur collaboration dure presque vingt ans, il contribue par ses photographies à faire connaitre la beauté de l'actrice dans le monde entier. Il travaille avec certains des plus grands et célèbres cinéastes et acteurs, réalisant une série de reportages sur trente ans de cinéma italien.
En 1985, il se retire et meurt à Rome en 1998.

## Expositions (partielle)
Personnelles
- 2007, Libreria d'arte Assolibri, Florence
- 2004, Spazio Oberdan, Milan
- 2003, 
  - Centre des Arts, Enghien-les-Bains
  - Musée Nicéphore-Niépce, Chalon-sur-Saône
  - Le Pavillon Populaire- la Galerie Photo, Le premier paparazzo, Montpellier

Collectives
Les photos de Secchiaroli ont en outre été exposées dans le cadre de nombreuses expositions collectives en Italie, Allemagne, Suisse, etc.
- Théâtre de la photographie et de l'image, Nice
- Paris Photo 2005

## Livres
- (de) Sophia Loren, Munich, Schirmer-Mosel, 2003 (ISBN 978-3-8296-0101-6)
- Tazio Secchiaroli, Tazio Secchiaroli : dans la lumière de Fellini, Trézélan Enghien-les-Bains, Filigranes Centre des arts d'Enghien-les-Bains, 2003 (ISBN 978-2-914381-63-5)
- (en) Diego Mormorio, Tazio Secchiaroli : greatest of the paparazzi, New York, éditions Harry N  Abrams, 1999, 251 p. (ISBN 978-0-8109-4177-9)